# Ramirezella lozanii
Ramirezella lozanii là một loài thực vật có hoa trong họ Đậu. Loài này được (Rose) Piper miêu tả khoa học đầu tiên.